# Kirchenbezirk Rheinland-Westfalen
| Selbständige Evangelisch-Lutherische Kirche Kirchenbezirk Rheinland-Westfalen | Selbständige Evangelisch-Lutherische Kirche Kirchenbezirk Rheinland-Westfalen |
| ----------------------------------------------------------------------------- | ----------------------------------------------------------------------------- |
|                                                                               |                                                                               |
| Basisdaten                                                                    |                                                                               |
| Leitender Geistlicher:                                                        | Superintendent Michael Otto                                                   |
| Kirche:                                                                       | Selbständige Evangelisch-Lutherische Kirche                                   |
| Kirchenregion:                                                                | West                                                                          |
| Gemeinden:                                                                    | 14 in 11 Pfarrbezirken                                                        |
| Anschrift:                                                                    | Moltkeplatz 19 45138 Essen                                                    |
| Internetauftritt:                                                             | Superintendentur                                                              |

Der Kirchenbezirk Rheinland-Westfalen ist ein Kirchenbezirk der Selbständigen Evangelisch-Lutherischen Kirche (SELK) und eine Körperschaft des öffentlichen Rechts.

## Struktur
Dem Kirchenbezirk steht als leitender Geistlicher ein Superintendent vor, der mit dem Kirchenbezirksbeirat die Leitung innehat. Weitere Organe sind die Kirchenbezirkssynode, die jährlich tagt. Jede Kirchengemeinde wird auf der Synode durch ein bis zwei Laienvertreter und den Gemeindepfarrer vertreten. Neben der Synode ist der Bezirkspfarrkonvent, dem alle Pfarrer im aktiven Dienst mit Sitz und Stimme angehören, Organ des Kirchenbezirks. Der Kirchenbezirk gehört zur Kirchenregion West der SELK.
Der Kirchenbezirk hieß früher Kirchenbezirk Westfalen. Am 1. Januar 2016 trat der Kirchenbezirk Rheinland dem Kirchenbezirk Westfalen bei. Seit dem 20. Februar 2016 führt der Kirchenbezirk den Namen Rheinland-Westfalen.

## Zugehörige Kirchengemeinden
- Pfarrbezirk Bochum-Epiphanias
  - Evangelisch-Lutherische Epiphaniasgemeinde Bochum

- Pfarrbezirk Bochum-Kreuz
  - Evangelisch-Lutherische Kreuzgemeinde Bochum

- Pfarrbezirk Borghorst/Münster/Gronau/Osnabrück
  - Evangelisch-Lutherische Gemeinde (Steinfurt-)Borghorst/Münster/Gronau
  - Evangelisch-Lutherische Dreieinigkeits-Gemeinde Osnabrück

- Pfarrbezirk Dortmund
  - Evangelisch-Lutherische Trinitatisgemeinde Dortmund

- Pfarrbezirk Düsseldorf
  - Evangelisch-Lutherische Erlöserkirchengemeinde Düsseldorf

- Pfarrbezirk Essen/Duisburg/Oberhausen
  - Evangelisch-Lutherische Auferstehungsgemeinde Duisburg
  - Evangelisch-Lutherische Kirchengemeinde Essen
  - Evangelisch-Lutherische Trinitatisgemeinde Oberhausen

- Pfarrbezirk Köln/Bonn/Aachen
  - Evangelisch-Lutherische Johannis-Gemeinde Köln/Bonn/Aachen

- Pfarrbezirk Radevormwald
  - Evangelisch-Lutherische Martinigemeinde Radevormwald

- Pfarrbezirk Siegen
  - Evangelisch-Lutherische St.-Christopherus-Gemeinde Siegen

- Pfarrbezirk Witten
  - Evangelisch-Lutherische Kreuzgemeinde Witten

- Pfarrbezirk Wuppertal
  - Evangelisch-Lutherische St.-Michaelis-Gemeinde Wuppertal

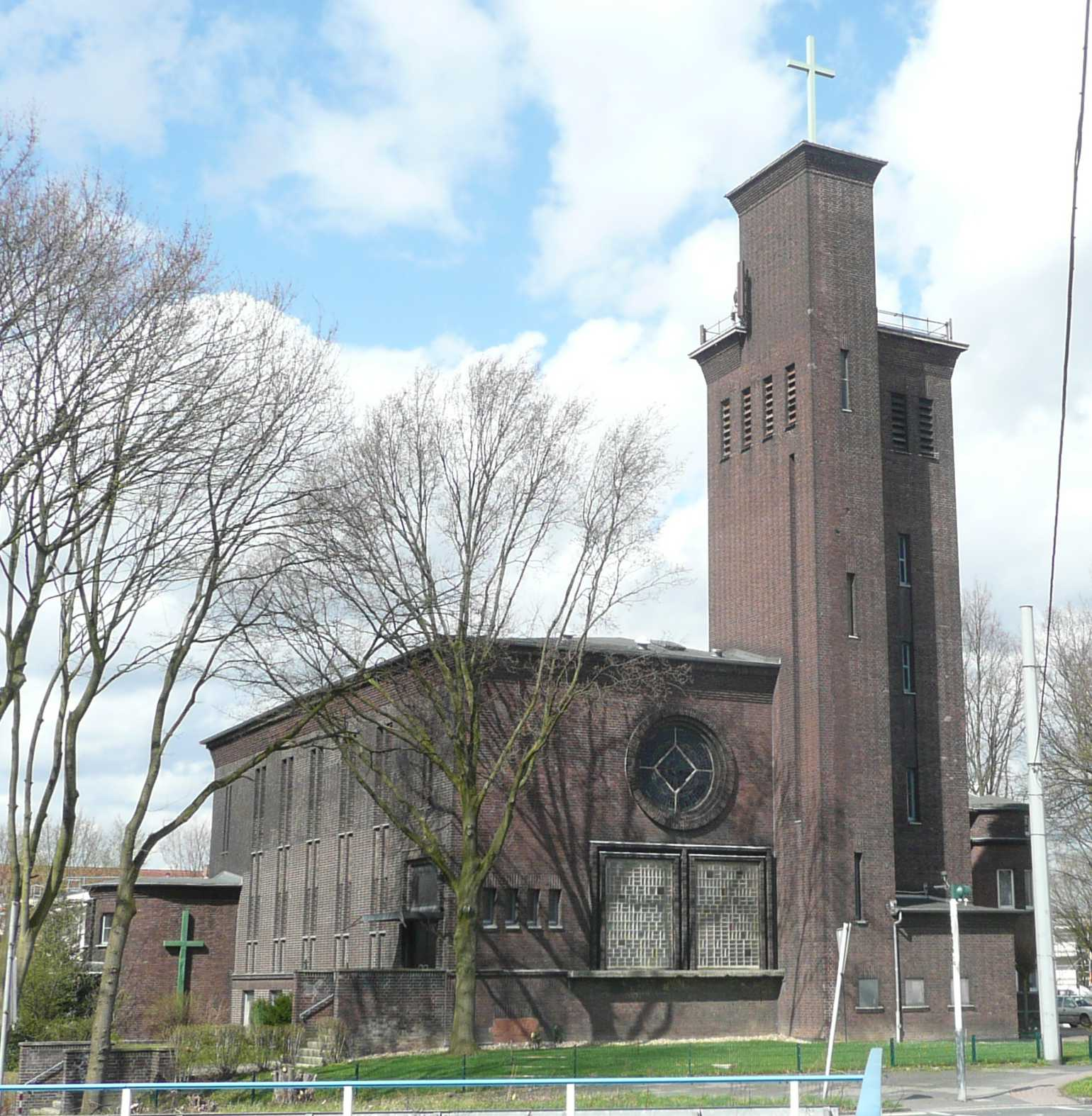
Epiphaniaskirche, Bochum-Hamme
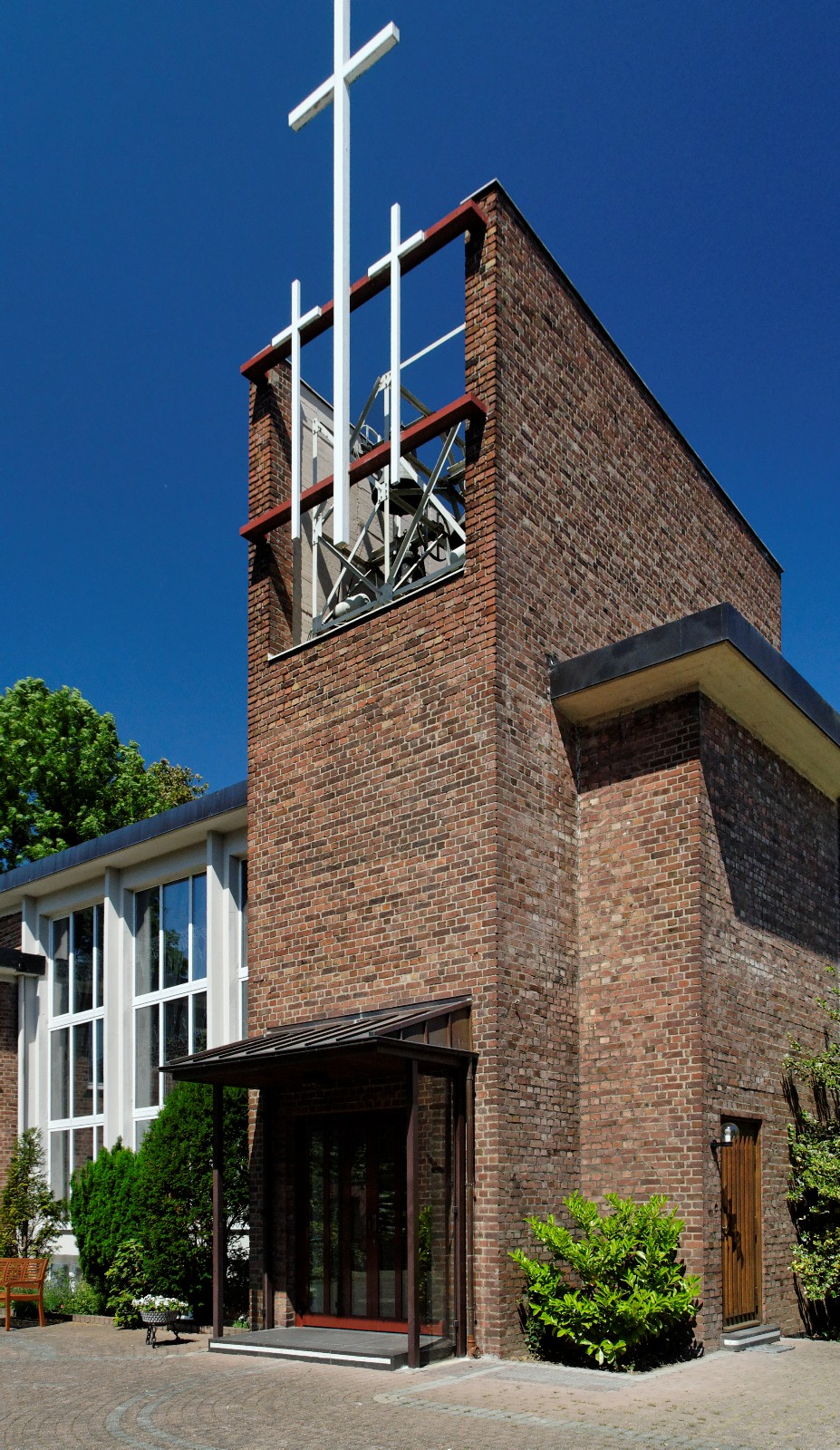
Erlöserkirche, Düsseldorf
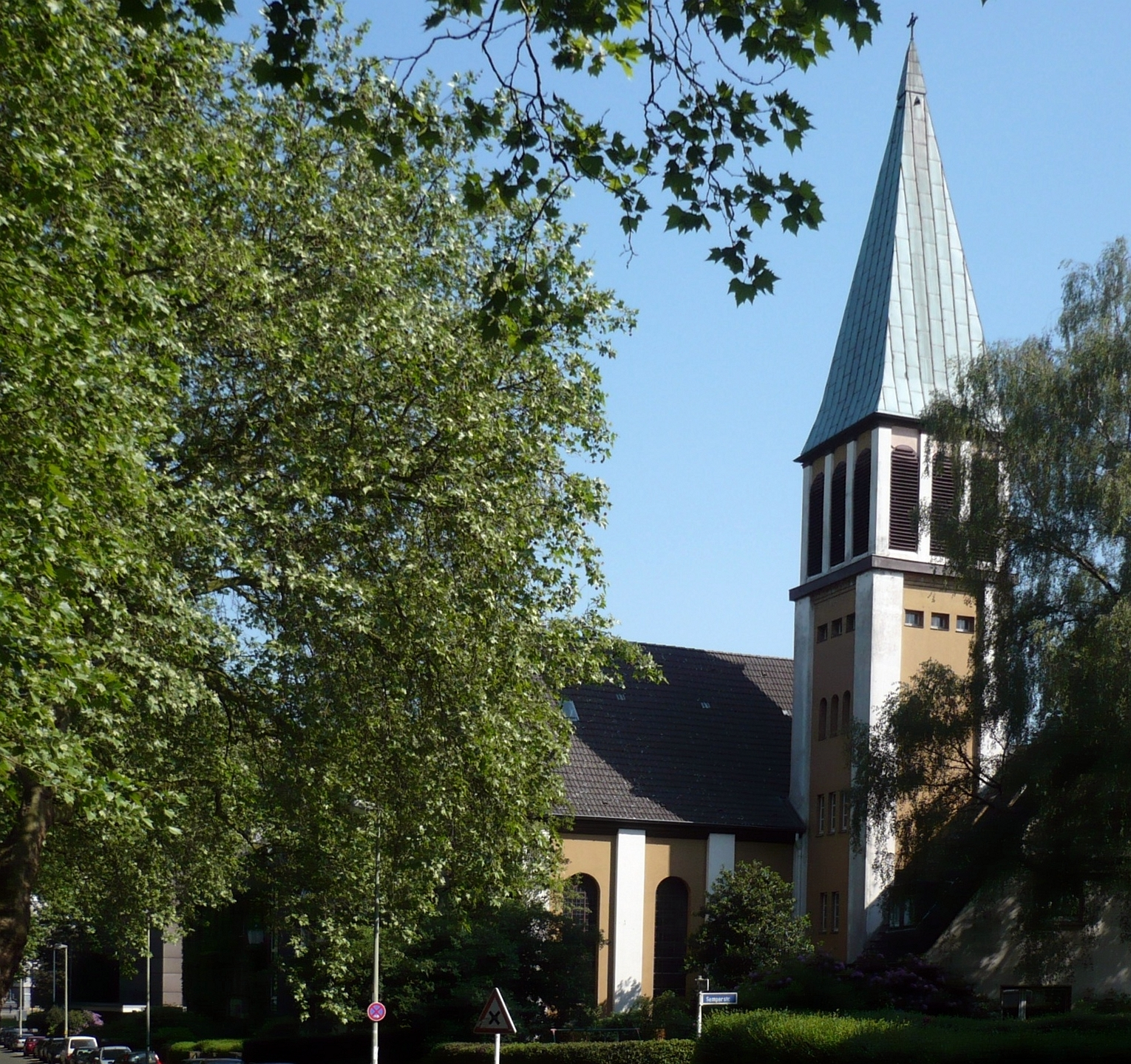
Evangelisch-Lutherische Kirche, Essen
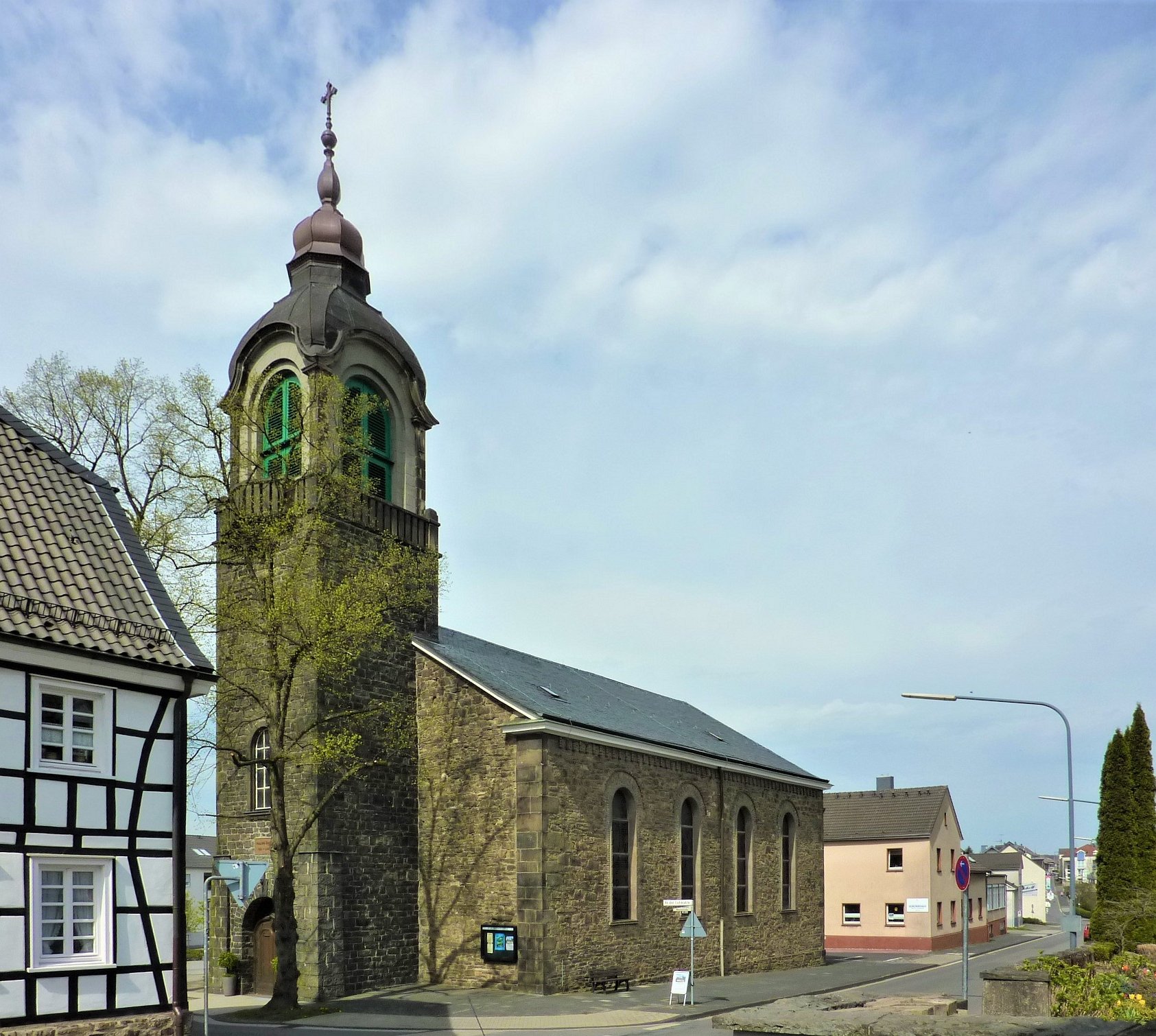
Martini-Kirche, Radevormwald
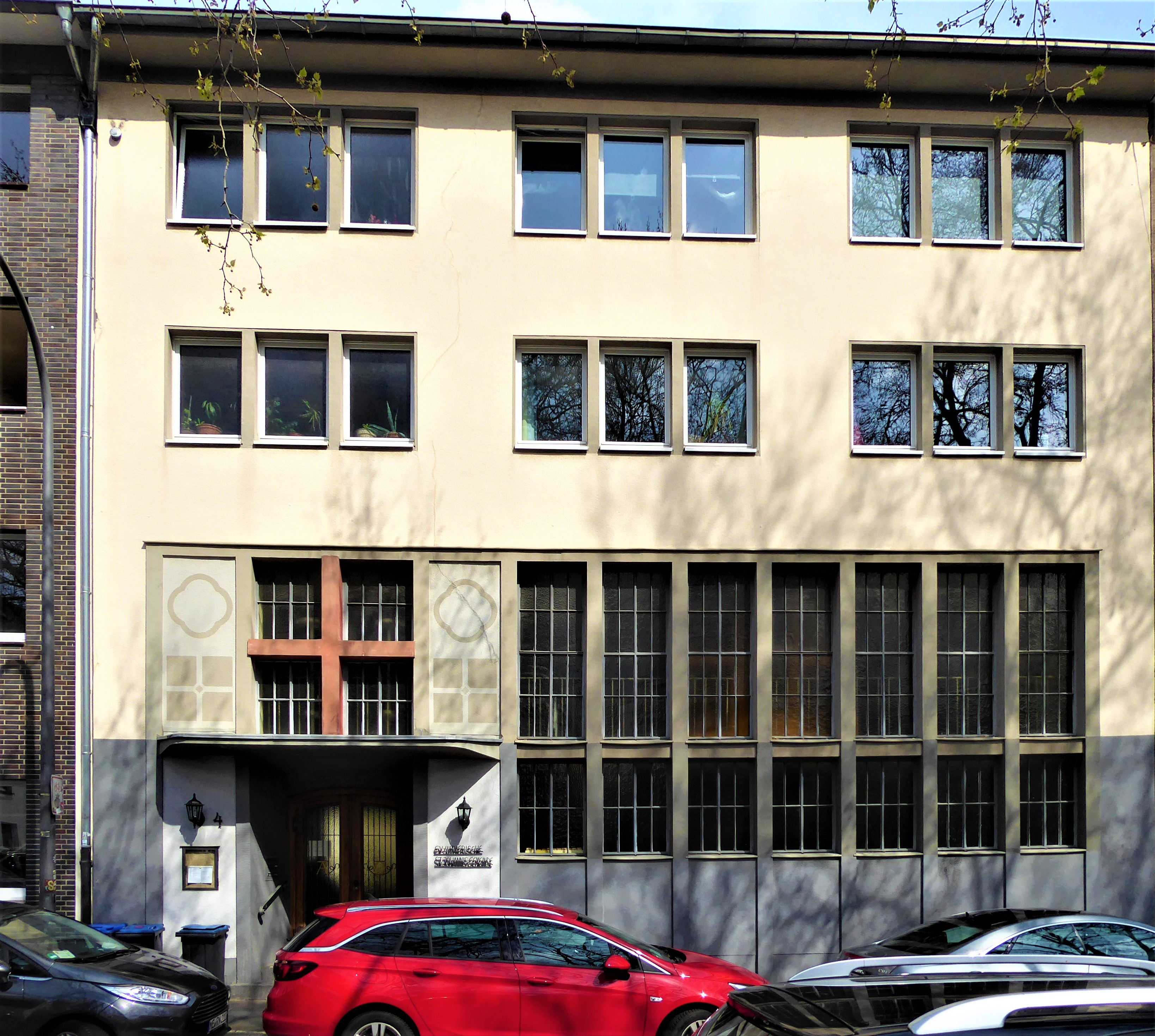
St. Johanniskirche, Köln
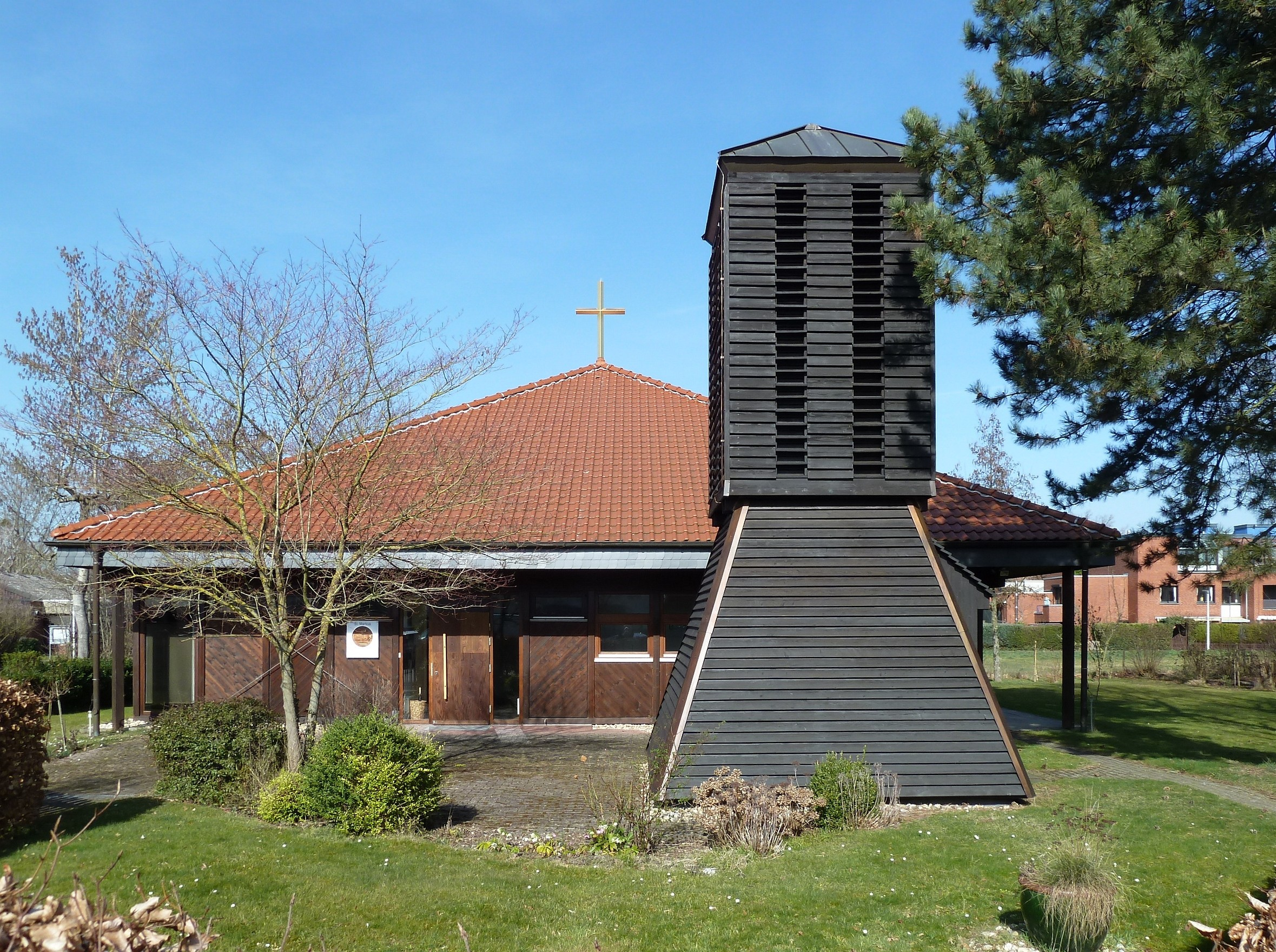
Holzkirche St. Markus, Bonn

## Superintendentur
Der derzeitige Superintendent des Kirchenbezirks Rheinland-Westfalen ist Michael Otto. Die Superintendentur befindet sich immer am Pfarrsitz des Superintendenten, momentan in Essen.

## Kirchenbezirksbeirat
Der Kirchenbezirksbeirat besteht aus dem Superintendenten, zwei Pfarrern und vier Laien.